# Bink (Videoformat)
Bink ist ein proprietäres Videodateiformat der Firma RAD Game Tools, das wie sein Vorgänger Smacker vorwiegend in Computer- und Videospielen verwendet wird. Es wurde nach Angaben des Herstellers in über 15.000 Spielen auf PC, Xbox, Xbox 360, GameCube, Wii, Nintendo DS, PlayStation 2, PlayStation 3, Playstation Portable (PSP) und anderen Plattformen eingesetzt. Das Format verfügt über eigene Video- und Audio-Codecs und unterstützt Auflösungen von 320×240 Bildpunkten bis in den Bereich des High Definition Video (HD).
Eine neue Version des Formates, Bink 2, wurde 2012 veröffentlicht. Diese soll durch die Nutzung von SIMD-Erweiterungen moderner Prozessoren bei höherer Qualität eine schnellere Verarbeitungsgeschwindigkeit haben. Bink 2 unterstützt Auflösungen bis zu 4K, ist für alle Windows-Versionen und eine größere Anzahl von Plattformen als Version 1 verfügbar.
Der Vorteil von Bink gegenüber anderen Videodateiformaten bestand im Wesentlichen aus der einfachen Bedien- und Programmieroberfläche sowie den geringen Anforderungen an das Abspielgerät. Bink benötigte somit weniger Speicher und Rechenleistung als andere Video-Codecs, erzielte dennoch annähernd die gleiche Qualität.